# روابط آلمان نازی و ایران

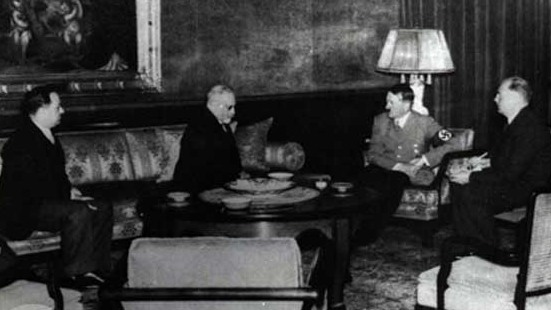
حسن اسفندیاری رئیس مجلس و موسی نوری اسفندیاری سفیر ایران در آلمان در دیدار با هیتلر

حکومت رضاشاه در ایران و حزب ناسیونال سوسیالیست کارگران آلمان (حزب نازی) در آلمان با یکدیگر روابط سیاسی و اقتصادی و تشابهات ایدئولوژیکی داشتند. آلمان در این دوره به مهم‌ترین شریک اقتصادی ایران تبدیل شد. حضور قوی آلمان در ایران به‌طور غیرمستقیم به سرنگونی رضاشاه پادشاه ایران که تعلیق روابط دیپلماتیک با آلمان و اخراج شهروندان آلمانی از این کشور را رد کرده بود، انجامید.

## پیش‌زمینه
همزمان با روی کار آمدن رضاشاه در ایران، جمهوری وایمار در آلمان که یک حکومت سوسیال دموکرات بود و مسلکی متفاوت با حکومت پهلوی داشت به قدرت رسید. با وجود تفاوت‌های اساسی روش زمامداری کشور بین دو حکومت، آلمان برای تثبیت موقعیت خود در زمینه اقتصادی و سیاسی و فرهنگی به همکاری نزدیک با ایران پرداخت. آلمان نفت مورد نیاز خود را از شرکت نفت ایران-انگلیس تهیه می‌کرد و با موافقت شوروی خط کشتیرانی هامبورگ-انزلی به حمل و نقل کالا و مسافر می‌پرداخت و شرکت یونکرز محصولات پستی از باکو تا انزلی و تهران را جابجا می‌کرد. در این دوره آلمان در بخش نظامی و ساخت چند کارخانه اسلحه و مهمات‌سازی نیز به ایران مشارکت‌هایی می‌داد. در تاریخ ۲۸ بهمن ۱۳۰۷ (۱۷ فوریه ۱۹۲۹) سه موافقتنامه:عهدنامه دوستی، قرارداد اقامت و توافق‌نامه بازرگانی و گمرکی به امضا رسید. در سال ۱۹۳۲ آلمان با در اختیار داشتن ۸ درصد از تجارت خارجی ایران، مقام چهارم را بعد از شوروی، انگلیس و ترکیه کسب کرد.
پس از شکست آلمان در جنگ جهانی اول، روابط این کشور با ایران افول شدیدی کرد. احیای بی سروصدای حضور آلمان در ایران، که در هماهنگی نسبی با بریتانیا و اتحاد شوروی صورت گرفت، دیپلمات‌های ایرانی را واداشت تا دوباره نقش ویژه ای به آلمان در اندیشه خود بدهند. تیمورتاش که مغز متفکر سیاست خارجی رضاشاه در این دوره بود، در مذاکراتش با بریتانیا و روسیه برای یک موضع مستقل تر برای ایران روی آلمان به عنوان یک میانجی حساب می‌کرد؛ بنابراین، مذاکرات با آلمان که منجر به یک معاهده مودت جدید بین آلمان و ایران (در فوریه ۱۹۲۹ و توافق دیگری در فوریه ۱۹۳۰) به عنوان مدلی برای مذاکرات مشابه با بریتانیا شد که شرایط جدیدی را در روابط ایران و بریتانیا (مانند لغو کاپیتولاسیون) ایجاد کرد. در همان دوره، به لطف میانجیگری‌های آلمان بود که یک مناقشه تجاری بین ایران و اتحاد شوروی که در بهار سال ۱۹۲۶ بروز کرده بود توانست حل و فصل شود. خدمات آلمان، یک قدرت سوم «بیطرف» که روابط خوبی با بریتانیا و اتحاد شوروی داشت هم به ایران کمک کرد تا بر مخالفت مشترک بریتانیا-شوروی با پروژه راه‌آهن ایران فائق آید، وقتی مشخص شد که شرکت‌های آلمانی نقشی کلیدی در آن ایفا خواهند کرد.
با این که آلمان همچنان بر عدم تمایل کامل خود بر کسب نفوذ سیاسی تأکید می‌کرد، روابط اقتصادی آن با ایران تا سال ۱۹۳۰ به‌طور دائم افزایش یافت. در آوریل ۱۹۲۸، تعداد زیادی سفارش قابل توجه به شرکت‌های پیشروی گوناگون آلمانی داد و بانک‌های آلمانی یک وام مهم ۴۰ میلیون مارک رایشی به ایران دادند. شرکت آلمانی یولیوس برگر که به عنوان پیمانکار عمومی شرکت‌های آلمانی و آمریکایی عمل می‌کرد در ژوئیه همان سال برای ساخت بخش شمالی راه‌آهن ایران به خدمت گرفته شد. یونکرس از نوامبر ۱۹۲۷ نخستین شبکه هوایی داخلی ایران را برپا کرد. مستشاران آلمانی مقاماتی عالی در سازمان مالیه داشتند. کورت لیندنبلات به عنوان رئیس بانک ملی ایران که در ۱۷ شهریور ۱۳۰۷ تأسیس شده بود استخدام شد و آلمانی دیگری به عنوان مشاور ارشد خارجی وزارت مالیه کار می‌کرد.
اوج نفوذ اقتصادی آلمان همزمان بود با افول سریع متعاقب آن. کشمکش دیپلماتیک بر سر انحصار اسکناس خشم دو قدرت عمده، به خصوص اتحاد شوروی را که دیگر اوج‌گیری اهمیت پیدا کردن اقتصادی آلمان را با بی‌اعتمادی و خشم فزاینده می‌دید برانگیخت. تیمورتاش که نه فقط در مورد توازن دیپلماتیک قدرت در منطقه بلکه درجه تمایل آلمان (که نفوذش در گروی استحکام اقتصادی اش و روابط خوبش با بریتانیا و شوروی بود) برای حمایت از او به اشتباه قضاوت کرده بود. تیمورتاش امیدوار بود بتواند با به بازی گرفتن آلمان علیه قدرت‌های دیگر، بتواند گزینه‌های دیپلماتیک ایران را افزایش دهد. او که پیشتر روابط با اتحاد شوروی را از طریق شماری از امتیازات بهبود داده بود، تلاش کرد در انتهای سال ۱۹۳۱ که بر سر شرکت نفت و ایران و انگلیس، یک پروژه وام، و حقوق اقتدار ایران در خلیج فارس قدرت خود در برابر بریتانیا را محک زد همان الگو را به کار بگیرد.
توماس براون لابیگر آلمانی که یک بسته مفصل سفارش‌ها و پروژه‌های وامی را در سال ۱۹۲۸ مذاکره کرده بود، مجبور شد در ژانویه ۱۹۳۴ دست خالی به کشورش بازگردد. ایران اکنون دیگر تلاش می‌کرد برای برنامه صنعتی سازی اش یک مفهوم چندقدرتی را به کار بگیرد و روی ایتالیا و نیز کشورهای صنعتی کوچکتر نظیر چکسلواکی، بلژیک، دانمارک و سوئد حساب می‌کرد. جدا از افول در روابط اقتصادی، روابط سیاسی با آلمان نیز بیشتر از پیش کاهش یافت. در اوایل سال ۱۹۳۳، مقاله ای توهین آمیز در مطبوعات آلمانی خشم رضاشاه را برانگیخت. علاوه بر این، پس از روی کار آمدن ناسیونال سوسیالیست‌ها حملات نژادپرستانه ای گاه گاه اتباع ایرانی در آلمان را هدف قرار می‌داد. بدین ترتیب تا آغاز ۱۹۳۴ روابط ایران و آلمان به حضیض خود رسیده بود.

## گرم شدن دوبارهٔ روابط با آلمان و جنگ جهانی دوم
با روی کار آمدن حکومت نازی در آلمان، ایران در معرض توجه بیشتر آلمانی‌ها قرار گرفت. رضاشاه و هیتلر بیش از هر زمان دیگری به هم نزدیک شدند. با پیشنهاد آلفرد روزنبرگ در ۱۹۳۴، حکومت نازی وارد استراتژی نزدیکی از طریق حس آریایی دوستی ایرانیان و آلمانی‌ها شد. طبق قوانین نورنبرگ ازدواج آلمانیها با ایرانیها که دارای «خون خالص آریایی» بودند آزاد بود.مجلس و مردم ایران از قدرت روزافزون آلمان خشنود بودند. آلمان توانست در سال ۱۹۴۰ رتبه اول را در تجارت خارجی ایران کسب کند. در زمان شروع جنگ جهانی دوم در حدود ۱۲۰۰ آلمانی مشغول کار و تجارت در ایران بودند.
در ایران، از قبل از قدرت گرفتن حزب ناسیونال سوسیالیست کارگران آلمان نگاه مثبتی نسبت به آلمان وجود داشت و تحولات در آنجا با علاقه مخصوصی تعقیب می‌شد. آلمان یک کشور مستقل اروپایی بدون جاه طلبی‌های توسعه طلبانه بریتانیا و اتحاد شوروی نسبت به ایران تلقی می‌شد. دولت ناسیونال سوسیالیست از ابتدا بر پایه چنین احساسات عمومی آلمان دوستانه ای قصد داشت در ایران نفوذ خود را گسترش دهد. رادیوی آلمان در اوت ۱۹۳۹ برنامه فارسی خود را راه اندازی کرد که اجازه می‌داد پیامش با وجود بی سوادی بیش از نود درصد مردم ایران در این کشور پخش شود. اکران فیلم‌های تبلیغاتی آلمانی همچون آلمان بیدار می‌شود (به آلمانی:Deutschland Erwacht) و انتشار مطبوعاتی چون ایران باستان نیز نقش فعالی در این زمینه داشتند.
علی‌الظاهر آدولف هیتلر هیچ برنامهٔ ویژه‌ای دربارهٔ ایران نداشت. به هر روی، گام‌های برداشته شده توسط برخی ناسیونال سوسیالیست‌های اصلی که با حلقه‌های اقتصادی ذی‌نفع در تماس بودند نقش مهمی در احیای جدید روابط ایران و آلمان ایفا کردند. آلفرد روزنبرگ، رئیس واحد امور خارجی حزب ناسیونال سوسیالیست در یک یادداشت برنامه ای برنامه‌های خود را برای یک نفوذ آلمان که بالکان، ترکیه تا سرحدات هند را در بر می‌گرفت تدوین کرد. وزارت پروپاگاندا شماری از کارشناسان را در خصوص مسئله‌های شرقی برای تعریف کارهای پروپاگاندای آلمان در خاورمیانه به کار گرفت.

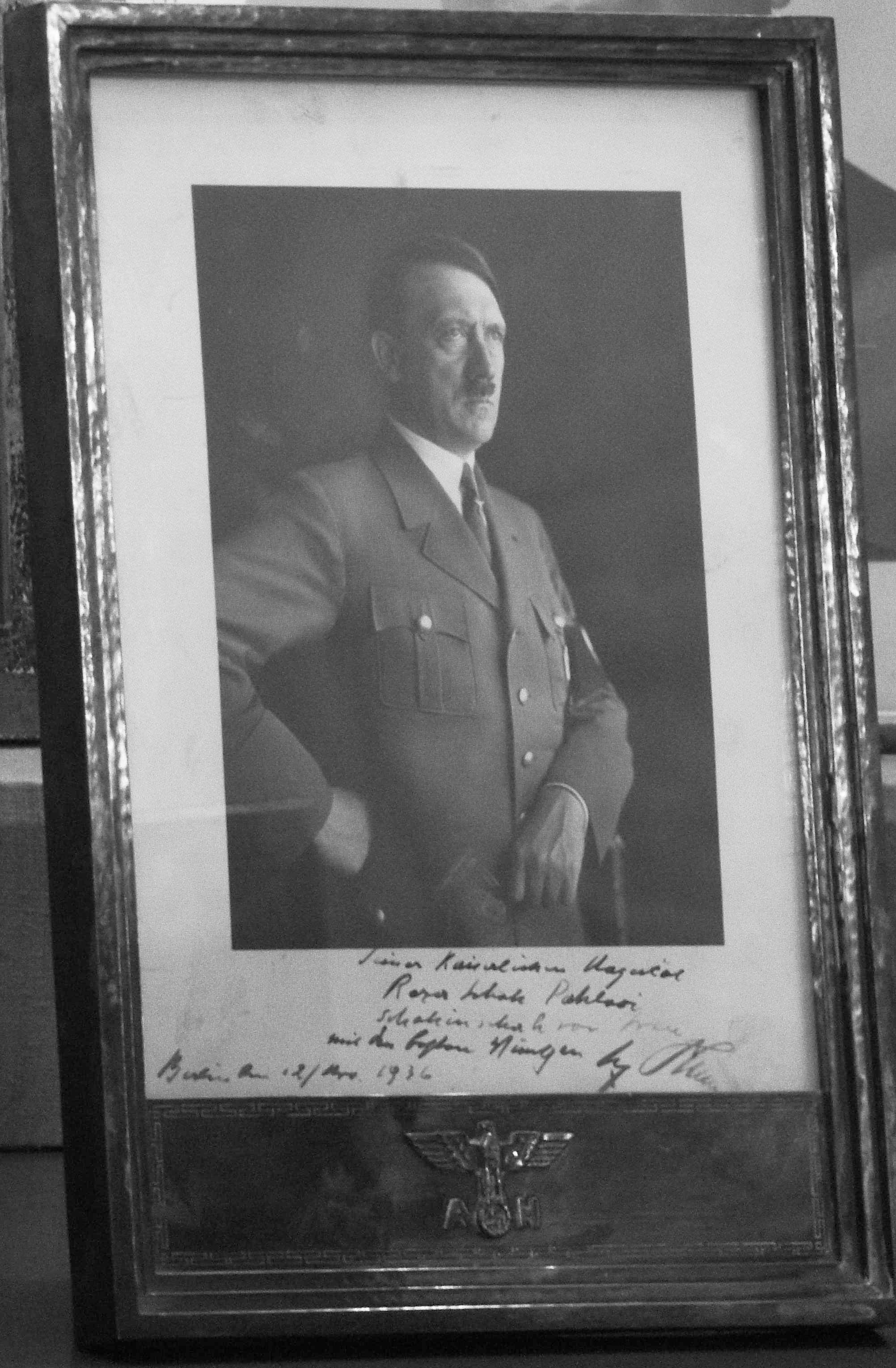
تصویر آدولف هیتلر در قاب عکس اصلی مخصوص پیشوا با آرم صلیب شکسته و علامت مخصوص آدولف هیتلر که به رضا شاه تقدیم شده است. این عکس در کاخ صاحبقرانیه در مجموعه کاخ موزه نیاوران نگهداری می‌شود. در قسمت پایین عکس به زبان آلمانی نوشته است: اعلیحضرت همایونی -رضا شاه پهلوی - شاهنشاه ایران - با بهترین آرزوها - برلین ۱۲ مارس ۱۹۳۶ - امضای آدولف هیتلر

نفوذ چنین افراد ناشی‌ای در سیاست خارجی هیتلر، که بعضی‌هایشان مسئول تصمیم نهایی بودند ممکن است کمینه بوده باشد، با این وجود با نگاه به بی‌تفاوتی کلی هیتلر در خصوص امور خاورمیانه نیرویی که فعالیت‌های آنان ایجاد کرد عواقبی برای روابط ایران و آلمان داشت. این ابتکارات باعث شد وزارت امور خارجه سیاست فعالانه تری در قبال ایران اتخاذ کند چرا که دیپلمات‌های حرفه ای این کارشناسان خودخوانده نهادهای مختلف حزب را رقبایی ناپسند تلقی می‌کردند. دولت آلمان پس از غلبه بر مقاومت ابتدایی کارشناسان اقتصادی از ۱۹۳۴ به بعد تدابیری برای احیای روابط با ایران اتخاذ کرد که در توافق مهمی امضا شده در مارس ۱۹۳۵ به اوج خود رسید. در همان سال، ظاهراً به پیشنهاد دیپلمات‌های ایرانی مستقر در برلین، رضاشاه دستور داد که کشور در همه مکاتبات بین‌المللی به جای پرشیا (به لاتین: Persia) ایران خوانده شود.
به لطف این توافق، اهمیت نقش آلمان در اقتصاد ایران رشد کرد. سفر هیالمار شاخت، رئیس رایشسبانک و وزیر اقتصاد آلمان به ایران در نوامبر ۱۹۳۶ مقوم این تحول بود. رشته پروژه‌های مهمی دوباره به شرکت‌های بزرگ آلمانی داده شد. شرکت‌های آلمانی قرار شد دوباره در یک پروژه معدنی جدید در نزدیکی انارک مشارکت کنند. حتی احیای وام لغو شده آوریل ۱۹۲۸ مد نظر قرار گرفت. در آوریل ۱۹۳۸ لوفتهانزا اجازه یافت تهران و مشهد را وارد شبکه اش کند.

### روابط سیاسی
دو حکومت ایران و آلمان در آن دوره همدلی‌های ایدوئولوژیکی با یکدیگر داشتند و در اقتدارگرایی و تکیه شان به آریانیسم که تصور می‌رفت بین این دیکتاتوری‌های هم نظر پیوند ایجاد کرده بود مشترک بودند. روی‌آوری سیاسی نازیسم به ایران در سال ۱۹۳۳ شروع شد. حزب نازی شاخه ای در تهران تأسیس کرد و جهان بینی رادیکالیزه خود را پراکنده کرد. یوزف گوبلس وزیر تبلیغات آلمان گشاده دستانه مجله مصور ایران باستان را تأمین مالی کرد که پیوندهای مدرن آریایی و جوامع فاشیستی را به تصویر می‌کشید. گفته می‌شد رضاشاه از تحسین کنندگان هیتلر است، مردی که جمهوری وایمار را که حامی پناه دادن به کمونیست‌های ایرانی بود را نابود کرده بود. روزنامه‌های نازی متقابلاً رضا شاه را به عنوان حاکم مقتدر ایران تحسین می‌کردند. رابطه سیاسی بین دو حکومت فشرده، ولی ضد و نقیض، گاهی به هم ریخته و شکننده بود. حمله پیراهن قهوه ای‌های اس آ به دانشجویان ایرانی در خیابان‌های برلین به بهانه جرایم نژادی که موجب شکایت فروغی وزیر امور خارجه ایران شد، شروع بدی برای این رابطه بود که شکننده باقی ماند. در سال ۱۹۳۷، رشد روابط بازرگانی اندکی کاهش یافت، در حالی که با سفر رسمی حسن محتشم السلطنه اسفندیاری، رئیس مجلس به آلمان که دیداری با آدولف هیتلر داشت، و سفر بالدور فن شیراخ رهبر جوانان رایش به ایران که گفته شده حامل پیامی از هیتلر به رضاشاه برای دعوت از او برای بازدید از آلمان بود، روابط سیاسی نیروی جدیدی پیدا کرد.

### بیم شوروی از روابط ایران-آلمان
گرایش پذیرای حکومت ایران نسبت به توسعه حضور اقتصادی و نظامی آلمان و جهت‌گیری ظاهری ایران به سوی آلمان در اواخر دهه ۱۹۳۰ روابط بین ایران و شوروی را وخیم تر هم کرد. با این حال رضا شاه تلاش کرده بود همچنان فاصله برابر خود را از همه قدرت‌های خارجی به‌طور آشکار نشان دهد و بنابراین حلقه‌های متهم به ناسیونال سوسیالیسم در تهران را به‌طور ظاهری مورد آزار قرار داد. علاوه بر این، شماری از روشنفکران آزاردیده که از آلمان فرار کرده بودند (موقتاً) در ایران پناه گرفتند. ایران برای تأکید بر مفهوم فاصله برابر حتی آماده بود کاهش روابط تجاری نویدبخش با آلمان را بپذیرد: در سال ۱۹۳۷، ایرانی‌ها با وجود ناخرسندی آلمانی‌ها یک بار دیگر سفارش‌های تسلیحات را به جای شرکت‌های آلمانی به شرکت‌های چکی دادند. با این وجود این مسئله خشم شوروی را در سال ۱۹۳۷ برانگیخت که منجر به یک بحران جدی بین ایران و شوروی شد. ایران نهایتاً مجبور شد با اتخاذ برخی تدابیر ضد آلمانی در بهار ۱۹۳۸ تسلیم فشار شوروی شد. اقداماتی که به‌طور جدی در توسعه روابط تجاری آلمان اختلال ایجاد کرد چرا که آلمان با افزایش شدید قیمت کالاهای مشمول توافق ۱۹۳۵ واکنش نشان داد. ایران در پایان سال ۱۹۳۸، مجبور شد در پی ترتیبات دیگری با آلمان باشد. مذاکرات دنباله دار منجر به یک توافق جدید در ۴ ژانویه ۱۹۳۹ شد و بهبود روابط تجاری بلافاصله شروع شد. پس از ضمیمه شدن بوهم و موراویا در بهار ۱۹۳۹ و تصاحب سفارش‌هایی که به شرکت‌های چکی داده شده بود تفوق اقتصادی آلمان در ایران باز هم افزایش یافت.

### ایران در پیمان مولوتوف–ریبنتروپ
با این که ایران پس از شروع جنگ جهانی دوم بی‌طرفی خود را اعلام کرده بود، خطر استفاده از قلمروی آن توسط سربازان آلمانی به‌طور قابل توجهی بالا بود. ایران برای آلمان دارای منفعت استراتژیک بود، ایران هم سرپل پیشروی به درون شوروی و هم یک منبع نفت بود. در این زمینه بود که ایران در ابتدا از معاهده اوت ۱۹۳۹ آلمان-شوروی استقبال کرد، چرا که به نظر می‌رسید نه تنها به رویکرد کارشکنانه دشمن اصلی اش خاتمه دهد و بدین ترتیب روابط بازرگانی ایران و آلمان را شکوفا کند، بلکه نویدبخش گشوده شدن ترانزیت از طریق شوروی برای تجارت ایران و آلمان باشد. با این حال تا پایان ۱۹۳۹ هیچ کالای آلمانی از مسیرهای ترانزیتی شوروی به ایران نرسیده بود. رادیو مسکو حملات لفظی خود به ایران و آلمان را افزایش داده بود و شوروی تقاضای ایران برای تسلیحات را رد کرده بود؛ بنابراین رضایت ایران از ائتلاف آلمان-شوروی با ترس از این که آلمان ممکن است ایران را به دست همپیمان ظاهری خود شوروی تقدیم کرده باشد و این که ایران نهایتاً در بهار ۱۹۴۰ ممکن است هدف حمله شوروی با تأیید آلمان قرار بگیرد، جایگزین شد. این ارزیابی باعث شد ستاد ارتش ایران از بریتانیا در ژانویه ۱۹۴۰ بخواهد که از طریق یک حمله مشترک هوایی پیشگیرانه به تأسیسات نفتی باکو به ائتلافی که تصور می‌رفت بین آلمان و شوروی وجود داشت ضربه بزنند. بریتانیا این پیشنهاد را رد کرد و آمریکا درخواست ایران برای تحویل هواپیماهای نظامی را نپذیرفت. ایران بدون پشتیبانی بریتانیا، و یک بار دیگر نومید از پشتیبانی آمریکا، مجبور شد حسن نیت خود را به اتحاد شوروی و همپیمان ظاهری آن، آلمان، نشان دهد.
دیپلمات‌های ایرانی اما بر این باور بودند که وقتی ویاچسلاو مولوتوف و یوآخیم فن ریبنتروپ در پایان نوامبر ۱۹۴۰ ملاقات کردند، سرنوشت این کشور قطعاً معین شده است. ریبنتروپ در پیشنهاد ائتلاف خود ایران را در کنار برخی دیگر بخش‌های جهان به عنوان انگیزه پیشکش کرده بود. به هر ترتیب اتحاد شوروی این پیشنهاد را رد کرد و هیتلر متعاقباً دستور آماده‌سازی برای حمله به شوروی (عملیات بارباروسا) را صادر کرد. ایرانی‌ها اما راهی برای پی بردن به نتیجه این ملاقات نداشتند و هر آن انتظار حمله شوروی را داشتند و با اصرار پرشور بر بی‌طرفی در پی نجات یافتن بودند؛ در عین حال به‌طور محرمانه به بریتانیا روی آوردند. ایران این رویکرد محتاطانه را با رشته تدابیر کمابیش صوری ولی دارای جذابیت عمومی ضد شوروی/آلمان انجام داد.در اواخر دهه ۱۹۳۰ روابط بریتانیا با ایران پایدار ماند، گرچه مقامات بریتانیایی به‌طور فزاینده ای نسبت به سایه انداختن نفوذ آلمان بر موقعیت شان حساس بودند. این پایداری با اعلامیه بیطرفی ایران در پی شروع جنگ در اروپا در سال ۱۹۳۹ ادامه یافت، گرچه فعالیت‌های مخفی بریتانیا به اشکال گوناگون، و نیز آلمان و اتحاد شوروی متناسب با افزایش ریسک، زیاد شد.

### حمله آلمان به شوروی و اشغال ایران توسط متفقین
به هر روی حمله آلمان به اتحاد شوروی در ژوئن ۱۹۴۱ منجر به بازبینی عمده بریتانیا در سیاست خود نسبت به ایران شد. بریتانیا خواستار اخراج کلنی آلمانی‌ها از ایران شد با این استدلال که حضور و فعالیت‌های تعداد زیادی از آلمانی‌ها خطری برای منافع متفقین و مغایر با بیطرفی ایران است. به نظر نمی‌رسد در ابتدا مقامات ایران، تا حدی در نتیجه انزوای حکومت، تقاضاهای متفقین را جدی گرفته باشند، و وقتی نهایتاً آنها را جدی گرفتند جرئت نکردند به شاه که او نیز به کلی نسبت به طرز فکر بریتانیایی‌ها به کلی بی اطلاع بود بگویند. حکومت بریتانیا گزینه‌های فشار دیپلماتیک، تحریم‌های اقتصادی و دیگر شیوه‌های فشار و اقناع را مورد بررسی قرار داد، و نهایتاً تصمیم گرفت اقدام نظامی با همکاری شوروی تنها راه ممکن برای تضمین تقاضاهای متفقین است. پس از حمله آلمان به شوروی، شوروی در یادداشتی دیپلماتیک به حکومت ایران در ۲۶ ژوئن، ۱۹ ژوئیه و ۱۶ اوت ۱۹۴۱ خواستار اخراج مأموران آلمانی از این کشور شد. فشار فزاینده شوروی-بریتانیایی بر ایران با تجمع سربازان در مرزها همراه شد. مبنای قانونی آوردن سربازان فصل ۶ قرارداد ۱۹۲۱ بود. در ۲۵ اوت ۱۹۴۱، سربازان شوروی از طریق قفقاز و آسیای مرکزی وارد قلمروی شمال ایران شدند، و سربازان بریتانیا از جنوب وارد ایران شدند. قرارداد بین ایران، شوروی و بریتانیای کبیر در ۸ سپتامبر ۱۹۴۱، وضعیت سربازان را تعیین می‌کرد به نحوی که سربازان ایرانی در مرکز ایران می‌ماندند. با این حال از آنجا که شرایط اصلی توافق، از جمله اخراج نمایندگان آلمان برآورده نشده بود، سربازان متفقین تهران را در ۱۵ سپتامبر اشغال کردند. رضاشاه یک روز بعد به نفع پسرش محمدرضا کناره‌گیری کرد. دلیل رسمی داده شده برای آوردن سربازان تهدید حمله ایران به شوروی، پیشگیری از استفاده احتمالی از سربازان ایرانی علیه شوروی و ضرورت انتقال تدارکات نظامی و غذا به شوروی از طریق قلمروی ایران بود. عملیات ایران در عمل تنها موفقیت نظامی در دوره ابتدایی جنگ بود، چرا که آلمان تا سپتامبر ۱۹۴۱ جمهوری‌های بالتیک، بلاروس و بخش قابل‌توجهی از اوکراین را تصرف کرده بودند و ارتش سرخ تلفات سنگینی را متحمل شده بود.